# Royal Society
La Real Sociedad de Londres para el Avance de la Ciencia Natural (en inglés: Royal Society of London for Improving Natural Knowledge, o simplemente la Royal Society) es la sociedad científica más antigua del Reino Unido y una de las más antiguas de Europa. Según la Enciclopedia Británica, es la sociedad científica nacional más antigua del mundo. Aunque se suele considerar el año 1662 como el de su fundación, años antes ya existía un grupo de científicos que se reunía con cierta periodicidad. 
Mantiene estrechas relaciones con la Academia Real Irlandesa, fundada en 1782, mientras que la Real Sociedad de Edimburgo, fundada en 1783, se mantiene como una institución escocesa independiente. A pesar de ser una institución privada e independiente hace las veces de Academia Nacional de Ciencias en Reino Unido y es miembro del Consejo Científico Británico, formado en 2000.
El 18 de mayo de 2011, fue galardonada con el Premio Príncipe de Asturias de Comunicación y Humanidades.

## Fundación
Desde 1645 tenían lugar reuniones semanales en Londres de filósofos naturales y científicos de otras áreas del conocimiento, en particular de lo que por aquel entonces se denominaba «Nueva Filosofía» o «Filosofía Experimental», y existen pocas dudas de que estas reuniones filosóficas son las que Robert Boyle llamaba el Colegio Invisible o Colegio Filosófico en su correspondencia en 1646 y 1647. Según John Wallis estas reuniones fueron sugeridas por Theodore Hank, un alemán residente en Londres, y tuvieron lugar principalmente en la residencia de Jonathan Goddard.
Ya desde sus inicios el grupo tenía sus normas de funcionamiento, se reunía una vez por semana y para evitar que se desviara la discusión de su propósito original estaba prohibido hablar de la divinidad, asuntos de estado o actualidad, limitándose los temas a tratar a la Nueva Filosofía y materias relacionadas —Medicina, Anatomía, Geometría, Navegación, Estática, Mecánica, etc.— y los experimentos.
Durante la segunda guerra civil inglesa (1648-1649), que finalizó con la ejecución de Carlos I, parte del grupo se trasladó a Oxford, donde mantuvo reuniones paralelas a las del grupo de Londres que continuaron en el colegio Gresham durante el interregno hasta 1658, año del fallecimiento de Oliver Cromwell. Tras la restauración monárquica con el ascenso al trono de Carlos II en 1660, las reuniones se reanudaron en Londres uniéndose a ellas el grupo que había permanecido en Oxford.
La primera reunión tuvo lugar el 28 de noviembre. A ella acudieron William Brouncker, Boyle, Alexander Bruce, Robert Moray, Paul Neile, John Wilkins, Goddard, William Petty, Peter Ball, Lawrence Rooke, Christopher Wren, Abraham Hill. Tras una lectura a cargo de Wren, los asistentes decidieron fundar una Sociedad para la promoción del Saber Experimental Físico-Matemático, reunirse una vez por semana (los miércoles), establecer una cuota de ingreso de 10 chelines y una cuota semanal de un chelín para sufragar los experimentos, y eligiendo a Wilkins como presidente. En la reunión siguiente, el 5 de diciembre, Robert Moray informó que el rey aprobaba el establecimiento de las reuniones y estaba dispuesto a apoyar la creación de la Sociedad. El 12 de diciembre se fijó el número de miembros en 55, siendo supernumerarios los barones, miembros del Colegio de Física y profesores universitarios de Matemáticas, Física y Filosofía Natural. El 6 de marzo de 1661 Moray fue elegido presidente en sustitución de Wilkins.
El 18 de septiembre de 1661 acordaron un borrador de estatutos y la cédula real de asociación fue firmada el 15 de julio de 1662, momento en el que oficialmente se constituye la Royal Society. En ella figuraban los miembros del Consejo, se nombraba a William Brouncker primer presidente y se permitía nombrar un «Comisario de Experimentos», el primero de los cuales fue Robert Hooke, nombrado el 5 de noviembre de ese mismo año. De hecho ya desde el principio los experimentos tenían gran importancia y consumían gran parte del tiempo que duraban las reuniones. La cédula real permitía también que la Sociedad hiciera publicaciones y en 1664 dio a la imprenta Sylva de John Evelyn y al año siguiente Micrographia, de Robert Hooke.
En una segunda cédula real del 23 de abril de 1663 el rey otorga sus armas a la sociedad, dona una vara y es nombrado miembro fundador, se nombran dos secretarios, John Wilkins y Henry Oldenburg y se hace referencia a la Sociedad como Sociedad Real para el Avance de la Ciencia Natural, que será su nombre definitivo. El lema adoptado Nullius in verba (En la palabra de nadie) se refiere a la necesidad de obtener evidencias empíricas para el avance del conocimiento en vez de recurrir al criterio de autoridad, usado por los escolásticos. Procede de la frase de Horacio (Epístolas, I, 14) que reza: «Nullius addictus jurare in verba magistri» («No me siento obligado a jurar por las palabras de maestro alguno»).

## Historia
- Década de 1640: encuentros informales.
- 1660: fundación el 28 de noviembre.
- 1661: se presenta su primer libro.
- 1662: Royal Charter da permiso para la publicación.
- 1663: segundo Royal Charter.
- 1665. primer número de Philosophical Transactions.
- 1666: el Gran incendio de Londres causa el traslado a Arundel House.
- 1710: compra su propia casa en Crane Court

## Miembros notables
Varios científicos famosos estuvieron involucrados en su fundación o han participado en su historia. El primer grupo incluye a:
- Sir Isaac Newton (demostró su teoría de la óptica ante los miembros de la sociedad y posteriormente fue nombrado presidente de ésta)
- Thomas Bayes (presentó su teorema por primera vez ante esta sociedad)
- Lewis Fry Richardson
- Abraham de Moivre
- Christiaan Huygens
- Anton van Leeuwenhoek
- Santiago Ramón y Cajal
- Francis Collins
- Stephen Hawking
- Adam Smith
- Srinivasa Ramanujan
- Carl Gustav Jakob Jacobi
- Albert Einstein
- Alan Turing
- John Horton Conway
- William Thomson
- Godfrey Harold Hardy
- Max Planck
- James Clerk Maxwell
- Louis Pasteur
- Werner Heisenberg
- Bernardo Alberto Houssay
- Charles Darwin

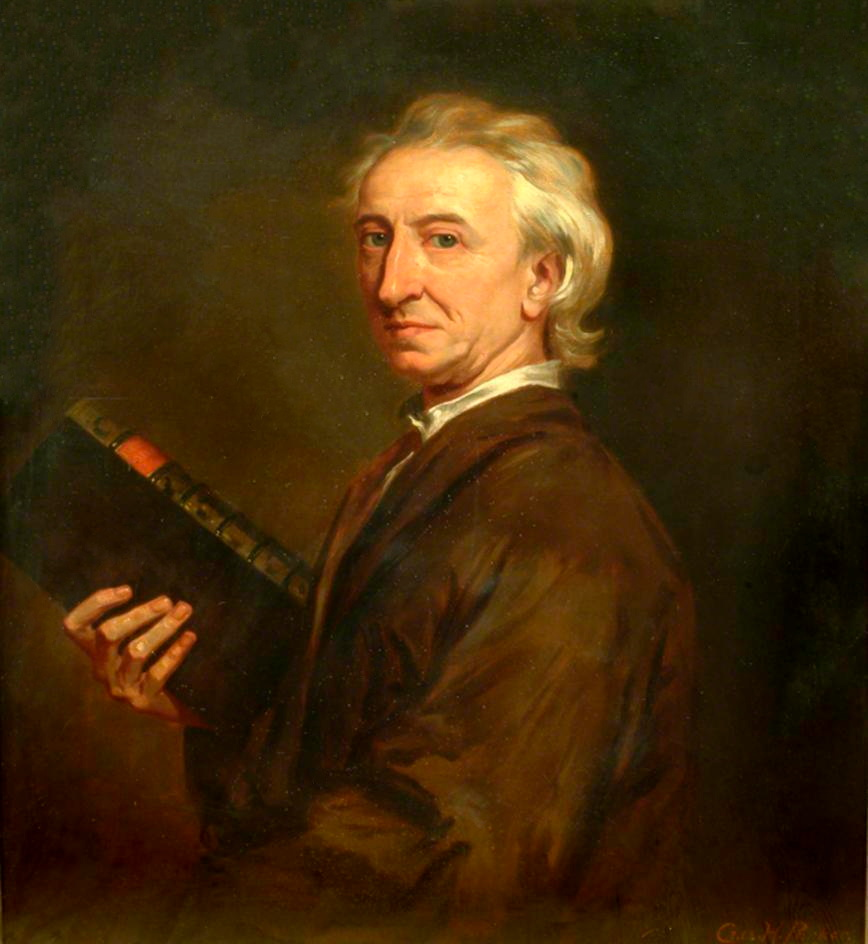
John Evelyn, que en 1662 ayudó a fundar la Real Sociedad
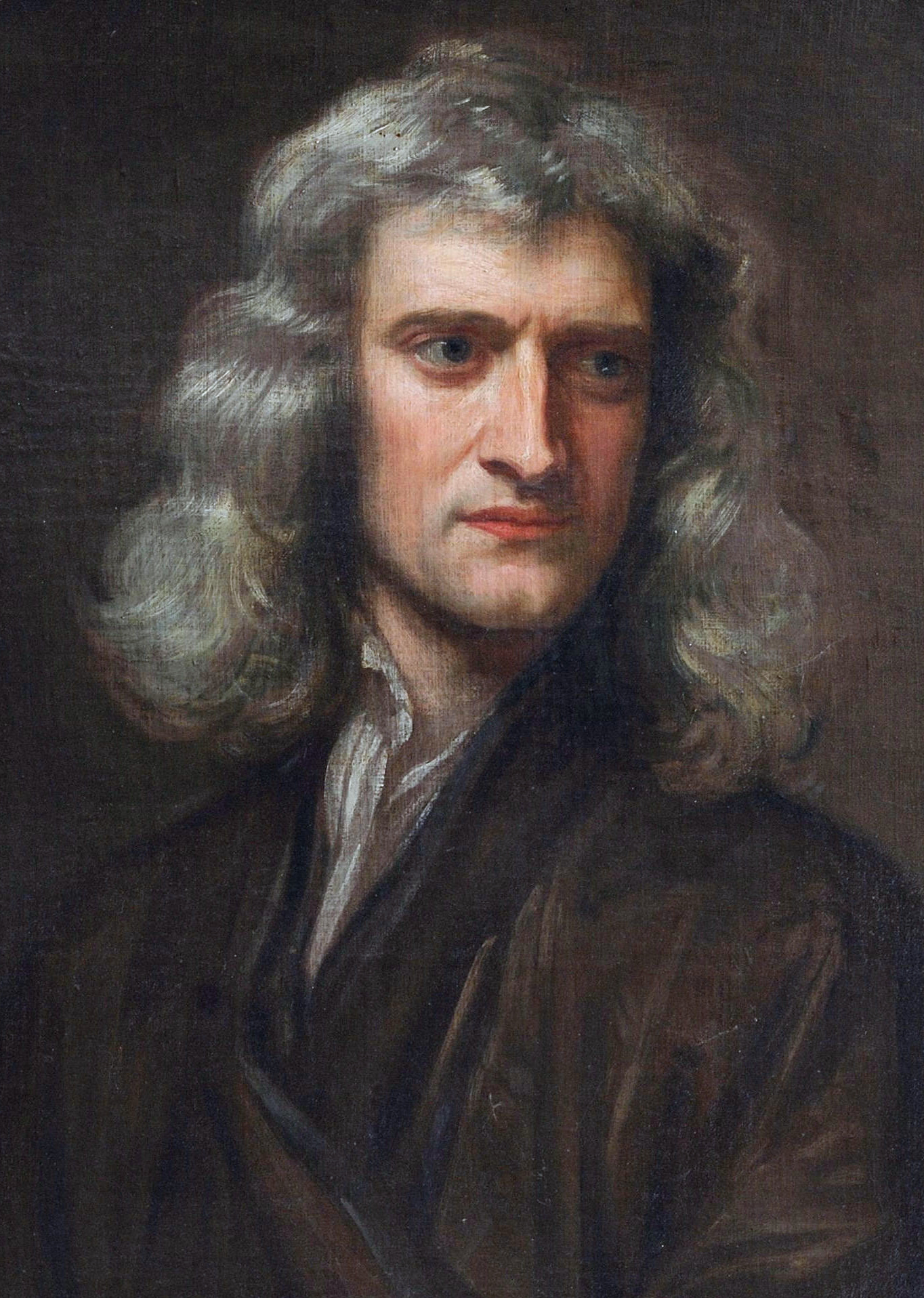
Isaac Newton (1642-1727), presidente en 1703-1727
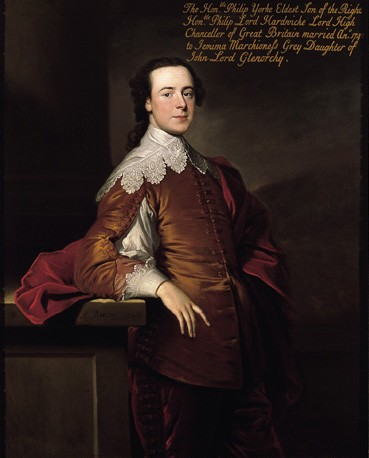
Philip Yorke, 2.º conde de Hardwicke (1720-1790), líder del «Círculo Hardwicke», que dominó la política de la Royal Society durante los años 1750 y 1760.
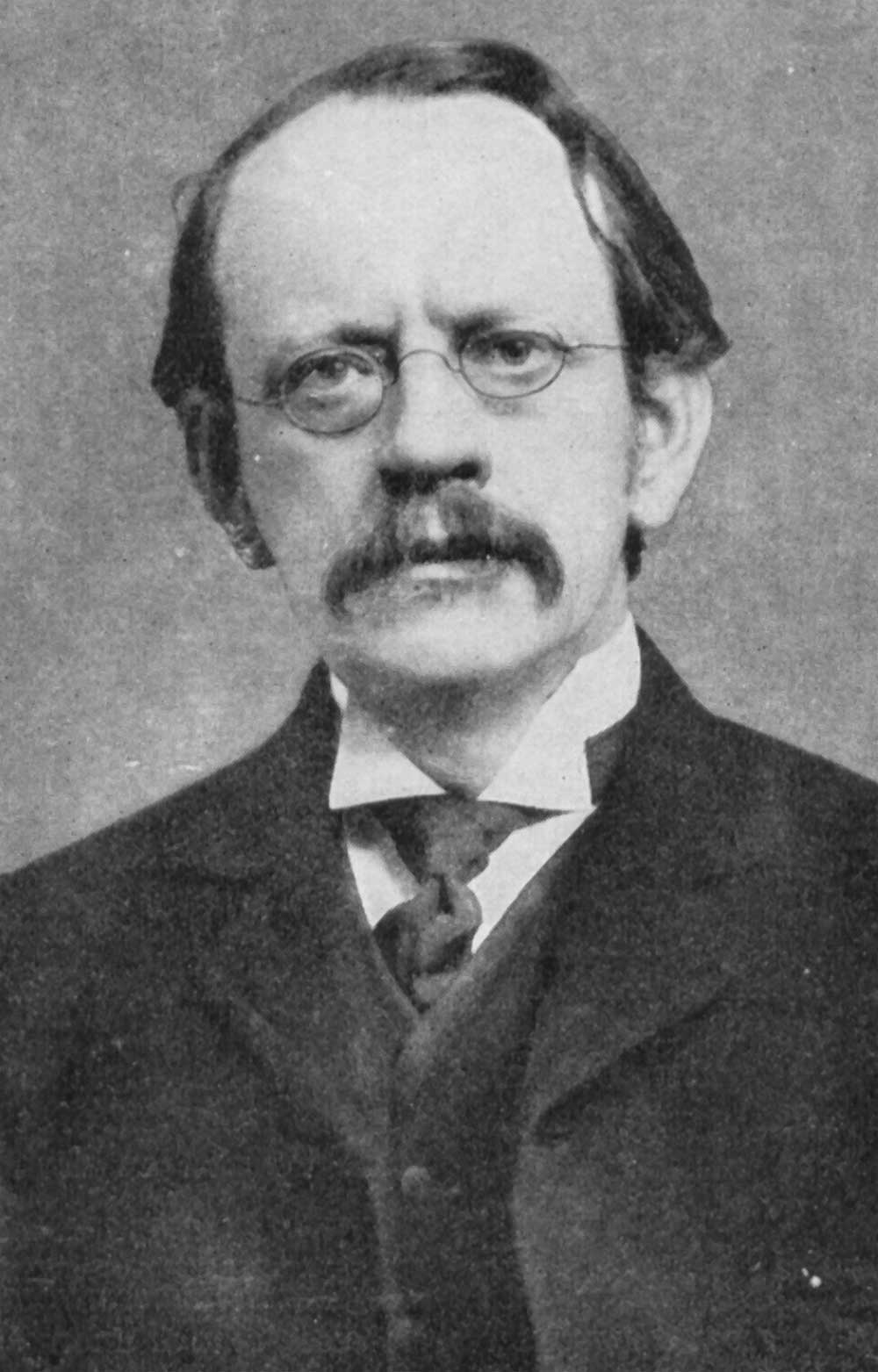
El físico inglés J. J. Thomson elegido miembro en 1884
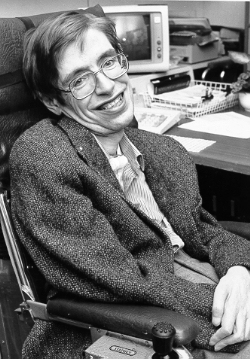
El cosmólogo y divulgador científico Stephen Hawking, elegido miembro en 1974

## Medallas
- Medalla Buchanan, para las ciencias médicas.
- Medalla Copley, para la biología.
- Medalla Darwin, en los campos de la evolución y diversidad biológica.
- Medalla Gabor, para la ingeniería genética y la biología molecular.
- Medalla Hughes, en el campo del electromagnetismo.
- Medalla Leverhulme, en torno a la ingeniería química.
- Medalla Royal, para las dos más importantes contribuciones para el adelanto de conocimiento natural.
- Medalla Rumford, por investigaciones científicas excelentes en el campo de las propiedades térmicas u ópticas de la materia.
- Medalla Sylvester, en el campo de las matemáticas.
- Medalla del rey Carlos II, otorgada solo en tres ocasiones a jefes de Estado no británicos que hayan contribuido enormemente al desarrollo científico de sus países.